# هارتفورد (ویسکانسین)
هارتفورد، ویسکانسین  (به انگلیسی: Hartford) شهری در شهرستان دوج واشینگتون ایالت ویسکانسین است که در سال ۱۸۸۳ بنیان‌گذاری شده‌است. این شهر طبق سرشماری سال ۲۰۱۰ میلادی ۱۴٬۲۲۳ نفر جمعیت داشته‌است.